# Olympische Geschichte Papua-Neuguineas
| Gelbes Symbol für Goldmedaillen mit stilisierten Olympischen Ringen | Graues Symbol für Silbermedaillen mit stilisierten Olympischen Ringen | Braundes Symbol für Bronzemedaillen mit stilisierten Olympischen Ringen |
| ------------------------------------------------------------------- | --------------------------------------------------------------------- | ----------------------------------------------------------------------- |
| —                                                                   | —                                                                     | —                                                                       |

Papua-Neuguinea, dessen NOK, das Papua New Guinea Olympic Committee, 1973 gegründet wurde, nimmt seit 1976 an Olympischen Sommerspielen teil. Mit Ausnahme der boykottierten Spiele von 1980 wurden Sportler zu allen folgenden Sommerspielen geschickt. An Winterspielen nahm bislang kein Athlet Papua-Neuguineas teil. Jugendliche Athleten wurden zu allen bislang ausgetragenen Jugend-Sommerspielen geschickt.
Medaillen konnten Sportler und Sportlerinnen Papua-Neuguineas nicht gewinnen.

## Allgemeine Übersicht

### Olympische Spiele
Die erste Olympiamannschaft Papua-Neuguineas bestand 1976 in Montreal aus Leichtathleten, Boxern und einem Schützen. In der Folgezeit nahmen Sportler des Landes in den Sportarten Segeln und Gewichtheben (seit 1988), Schwimmen (seit 2000), Taekwondo (seit 2008) und Judo (seit 2012) teil.
Die ersten Olympioniken des Landes waren am 18. Juli 1976 der Schütze Trevan Clough und der Boxer Tumat Sogolik. Die erste Frau Papua-Neuguineas bei Olympischen Spielen war am 3. August 1984 die Leichtathletin Iammogapi Launa, die im Siebenkampf antrat.
Den größten Erfolg bei Olympischen Spielen erzielte der Schwimmer Ryan Pini in Peking 2008. Über 100 Meter Delphin erreichte er das Finale und wurde Achter. 2016 in Rio de Janeiro wurde der Gewichtheber Morea Baru Sechster im Federgewicht.

### Olympische Jugendspiele
Mit 21 Jugendlichen nahm Papua-Neuguinea an den Jugend-Sommerspielen 2010 in Singapur teil. Drei Jungen und 18 Mädchen traten in den Sportarten Leichtathletik, Fußball, Schwimmen und Gewichtheben an. Der Sprinter John Rivan gewann mit der gemischten Staffel Oceania mit vier Läufern aus vier Nationen die Bronzemedaille. Diese Medaille wird im Medaillenspiegel Papua-Neuguineas nicht berücksichtigt. Der Gewichtheber Steven Kari wurde Vierter im Halbschwergewicht.
2014 in Nanjing nahmen 24 jugendliche Athleten, vier Jungen und 20 Mädchen, teil. Sie traten in der Leichtathletik, im Fußball, Schwimmen, Gewichtheben und Segeln an.

## Übersicht der Teilnahmen

### Sommerspiele
| Jahr      | Athleten           | Athleten           | Athleten           | Sportarten         | Sportarten         | Sportarten         | Sportarten         | Sportarten         | Sportarten         | Sportarten         | Sportarten         | Medaillen          | Medaillen          | Medaillen          | Medaillen          | Rang               |
| Jahr      | Gesamt             |                    |                    |                    |                    |                    |                    |                    |                    |                    |                    |                    |                    |                    | Medaillen – Gesamt | Rang               |
| --------- | ------------------ | ------------------ | ------------------ | ------------------ | ------------------ | ------------------ | ------------------ | ------------------ | ------------------ | ------------------ | ------------------ | ------------------ | ------------------ | ------------------ | ------------------ | ------------------ |
| 1896–1972 | nicht teilgenommen | nicht teilgenommen | nicht teilgenommen | nicht teilgenommen | nicht teilgenommen | nicht teilgenommen | nicht teilgenommen | nicht teilgenommen | nicht teilgenommen | nicht teilgenommen | nicht teilgenommen | nicht teilgenommen | nicht teilgenommen | nicht teilgenommen | nicht teilgenommen | nicht teilgenommen |
| 1976      | 6                  | 6                  | 0                  | 2                  |                    |                    | 3                  | 1                  |                    |                    |                    |                    |                    |                    |                    |                    |
| 1980      | nicht teilgenommen | nicht teilgenommen | nicht teilgenommen | nicht teilgenommen | nicht teilgenommen | nicht teilgenommen | nicht teilgenommen | nicht teilgenommen | nicht teilgenommen | nicht teilgenommen | nicht teilgenommen | nicht teilgenommen | nicht teilgenommen | nicht teilgenommen | nicht teilgenommen | nicht teilgenommen |
| 1984      | 7                  | 4                  | 3                  |                    |                    |                    | 5                  | 2                  |                    |                    |                    |                    |                    |                    |                    |                    |
| 1988      | 11                 | 9                  | 2                  | 2                  | 2                  |                    | 6                  |                    |                    | 1                  |                    |                    |                    |                    |                    |                    |
| 1992      | 13                 | 12                 | 1                  | 5                  | 1                  |                    | 6                  |                    |                    | 1                  |                    |                    |                    |                    |                    |                    |
| 1996      | 11                 | 11                 | 0                  | 4                  | 1                  |                    | 6                  |                    |                    |                    |                    |                    |                    |                    |                    |                    |
| 2000      | 5                  | 2                  | 3                  |                    | 1                  |                    | 2                  |                    | 2                  |                    |                    |                    |                    |                    |                    |                    |
| 2004      | 4                  | 2                  | 2                  |                    | 1                  |                    | 2                  |                    | 1                  |                    |                    |                    |                    |                    |                    |                    |
| 2008      | 7                  | 3                  | 4                  | 1                  | 1                  |                    | 2                  |                    | 2                  |                    | 1                  |                    |                    |                    |                    |                    |
| 2012      | 8                  | 4                  | 4                  |                    | 1                  | 1                  | 2                  |                    | 2                  |                    | 1                  |                    |                    |                    |                    |                    |
| 2016      | 8                  | 6                  | 2                  | 1                  | 1                  | 1                  | 2                  |                    | 1                  |                    | 2                  |                    |                    |                    |                    |                    |
| 2020      | 8                  | 4                  | 4                  | 1                  | 2                  |                    | 1                  |                    | 2                  | 2                  |                    |                    |                    |                    |                    |                    |
| 2024      | 7                  | 5                  | 2                  | 1                  | 1                  |                    | 1                  |                    | 2                  |                    | 2                  |                    |                    |                    |                    |                    |
| Gesamt    | Gesamt             | Gesamt             | Gesamt             | Gesamt             | Gesamt             | Gesamt             | Gesamt             | Gesamt             | Gesamt             | Gesamt             | Gesamt             | 0                  | 0                  | 0                  | 0                  |                    |

### Winterspiele
| Jahr      | Athleten           | Athleten           | Athleten           | Sportarten         | Medaillen          | Medaillen          | Medaillen          | Medaillen          | Medaillen          |
| Jahr      | Gesamt             |                    |                    | Sportarten         |                    |                    |                    | Medaillen – Gesamt | Rang               |
| --------- | ------------------ | ------------------ | ------------------ | ------------------ | ------------------ | ------------------ | ------------------ | ------------------ | ------------------ |
| 1924–2022 | nicht teilgenommen | nicht teilgenommen | nicht teilgenommen | nicht teilgenommen | nicht teilgenommen | nicht teilgenommen | nicht teilgenommen | nicht teilgenommen | nicht teilgenommen |
| Gesamt    | Gesamt             | Gesamt             | Gesamt             | Gesamt             | 0                  | 0                  | 0                  | 0                  | -                  |

### Jugend-Sommerspiele
| Jahr   | Athleten | Athleten | Athleten | Sportarten | Sportarten | Sportarten | Sportarten | Sportarten | Sportarten | Medaillen | Medaillen | Medaillen | Medaillen          | Rang |
| Jahr   | Gesamt   |          |          |            |            |            |            |            |            |           |           |           | Medaillen – Gesamt | Rang |
| ------ | -------- | -------- | -------- | ---------- | ---------- | ---------- | ---------- | ---------- | ---------- | --------- | --------- | --------- | ------------------ | ---- |
| 2010   | 21       | 3        | 18       | 18         | 1          |            | 1          | 1          |            |           |           |           |                    |      |
| 2014   | 24       | 4        | 20       | 18         | 2          |            | 1          | 2          | 1          |           |           |           |                    |      |
| 2018   | 3        | 2        | 1        |            |            | 2          |            | 1          |            |           |           |           |                    |      |
| Gesamt | Gesamt   | Gesamt   | Gesamt   | Gesamt     | Gesamt     | Gesamt     | Gesamt     | Gesamt     | Gesamt     | 0         | 0         | 0         | 0                  |      |

### Jugend-Winterspiele
| Jahr      | Athleten           | Athleten           | Athleten           | Sportarten         | Medaillen          | Medaillen          | Medaillen          | Medaillen          | Medaillen          |
| Jahr      | Gesamt             |                    |                    | Sportarten         |                    |                    |                    | Medaillen – Gesamt | Rang               |
| --------- | ------------------ | ------------------ | ------------------ | ------------------ | ------------------ | ------------------ | ------------------ | ------------------ | ------------------ |
| 2012–2024 | nicht teilgenommen | nicht teilgenommen | nicht teilgenommen | nicht teilgenommen | nicht teilgenommen | nicht teilgenommen | nicht teilgenommen | nicht teilgenommen | nicht teilgenommen |
| Gesamt    | Gesamt             | Gesamt             | Gesamt             | Gesamt             | 0                  | 0                  | 0                  | 0                  | -                  |

## Medaillengewinner

### Goldmedaillen
Bislang (Stand 2024) keine Goldmedaille

### Silbermedaillen
Bislang (Stand 2024) keine Silbermedaille

### Bronzemedaillen
Bislang (Stand 2024) keine Bronzemedaille